# 川田亜貴子
川田 亜貴子（かわだ あきこ、1968年2月23日 - ）は、日本のスタイリスト、ファッションプロデューサー。M.G.M.コーポレーション社長。東京都生まれ。

## 概要
ファッション誌記事、CM、広告等でのスタイリングおよびセルフブランド「akiko kawada」のプロデュースを行う。またファッション誌やトークイベント、テレビ、WEB上でファッションに関する発信も行っている。
光文社「VERY」、主婦と生活社「NIKITA」のレギュラーを経て、現在は光文社「STORY」を中心に同「HERS」でもスタイリングの他、着こなしを提案している。当初はハイジュエリーやジュエリーウォッチのスタイリングで知られ、その後は好みであったカジュアルの分野でも人気を得るようになった
。ジュエリーを使用しエッジを効かせた、大人向けのスタイリッシュカジュアルを特徴としており、立体感を演出するための重ね着も多く用られている。スタイルはヴィンテージ系のTシャツやレアなスニーカーによるストリートから、ハイジュエリーや一流ブランドを取り入れたセレブカジュアルに渡っている。
光文社の雑誌・WEBの記事中では『川田師匠』と呼ばれる。2010年のSTORY誌において「川田師匠のファッション寅さん・女はつらいよ」と題したシリーズが組まれ、川田が車寅次郎に扮して各地のおしゃれな女性やショップを紹介する記事が連載された。誌上では実際にジャケットと帽子、ベージュ系パンツに腹巻風の極太ベルトを合わせた「寅さんファッション」を見せている。
「VERY」でモデルを務めていた三浦りさ子、「STORY」モデルであった清原亜希のスタイリストとしても知られ、CM、広告およびファッションイベント等でスタイリングを演出している。
2010年からはテレビショッピングチャンネルの「ショップチャンネル」において「akiko kawada」ブランドを展開する。番組では「キャスト」（ショップチャンネルでの司会役）に着こなしをレクチャーする進行形式で川田本人が出演している。
また、auショッピングサイト他でのコラボレート商品の企画、カシオのショッピングサイト「セルポア」内のセレクトショップ、撮影やイベントで使用した1点もののストックを販売するWebサイト「akiko kawada closet」等、積極的な活動を続けている。

## 主な著書
- 川田亜貴子 編『大人のパンツスタイル塾』光文社、2015年4月。